# Delirium (гурт)
Delirium — український постпанк-гурт зі Слов'янска, заснований у 2017 році. Його музика сполучає елементи постпанка, дарквейву та готик-року. Перший альбом гурту, "Память", вийшов наступного року. З того часу гурт регулярно випускає нові релізи та виступає з концертами по всій Україні. Склад Delirium постійно змінювався, проте постійним учасником залишається Іван Приходченко.

## Історія гурту
Ідея створити гурт належала їхній спільній подрузі, яка була у першому складі колективу. Тоді вони з’їздили на концерт іншого постпанк-гурту і настільки були вражені, що подумали: “Ми хочемо так само”. На той момент український постпанк був дуже збідненим. Але, на щастя, є лейбл “electricity”, який активно просуває українську інді-музику. Delirium також знаходяться у складі цього об’єднання.
Delirium з латинської перекладається як “безумство”, “маячня”, “марити”, “біла гарячка”. Ідею назви гурту підкинула вже інша знайома.
Ща час існування гурту було випущенно кілька повноформатних альбомів, такі як "Память" (2018), "Место наших встреч" (2019), "Post Factum" (2020), "Некролог" (2022), "Схід" (2024), а також сингли "Принцесса постпанка" (2020), "Изоляция" (2020), "Затерянные (feat. Povod)" (2021), "Цербер" (2021), "Холод" (2022), "Зовсім не той" (2022),  "Хiть" (2022),  "L." (2023), "Місто (feat. 77PID’YIZD)" (2023), "Санація" (2024), "Сяйво Зірниць" (2025), "Літо" (2025). 
Також разом з іншими учасниками лейблу “electricity” було випущено кілька збірок, до яких долучилась Delirium зі своїми синглами "Супруг" ("Электричество №1"),  "Холод" ("Ukrainian Indie for Independence"), "Люди" ("Ukrainian Indie for Independence pt.‖"), "З речами на вихід" ("Ukrainian Indie for Independence pt. 3") 

## Вплив повномасштабного вторгнення
Під час повномасштабної війни гурт не припинив своє існування, а навпаки - почав випускати нові пісні, вже українською мовою. Перехід на українську відбувся з пісні “Зовсім не той”. Тоді Іван Приходченко і гітарист Роман Смик вже покинули Слов’янськ. Але переїзд їм не завадив створювати нову музику, бо нарисами вони ділилися по перевіреній схемі – через мережу.

У 2024 році Delirium випустив альбом "Схід", присвячений рідному краю. У інтерв'ю з "a closer listen" Іван розповів про створення платівки:
Перш ніж ми почали створювати альбом «Схід», наш основний склад взяв майже дворічну перерву в написанні пісень разом. Нашим останнім спільним релізом був попередній повноформатний альбом «Некролог», який вийшов за місяць до повномасштабного вторгнення. Після цього наші шляхи розійшлися, ми періодично спілкувалися, підтримуючи зв'язок. Решта хлопців вирішили зробити перерву в діяльності гурту, а я продовжував займатися музикою з друзями з інших гуртів, випустивши таким чином кілька синглів та гастролюючи країною з низкою концертів. Але все ж, на початку 2024 року ми з Єгором дійшли рішення, що нам потрібно продовжувати нашу творчу роботу, і почали придумувати нові пісні. 
У тому ж інтерв'ю басист Єгор Кіктенко висловився стосовно змісту альбому:
Альбом розповідає про наш край, де ми виросли та закохалися, що з ним сталося в останні роки жорстокої війни, наш біль з усіма сучасними перипетіями. Тому він дуже актуальний. 

## Дискографія

### Альбоми
| Рік  | Назва                |
| ---- | -------------------- |
| 2017 | "Память"             |
| 2019 | "Место наших встреч" |
| 2020 | "Post Factum"        |
| 2022 | "Некролог"           |
| 2024 | "Схід"               |

### Сингли
| Рік  | Назва                      |
| ---- | -------------------------- |
| 2020 | "Принцесса постпанка"      |
| 2020 | "Изоляция"                 |
| 2021 | "Затерянные (feat. Povod)" |
| 2021 | "Цербер"                   |
| 2022 | "Холод"                    |
| 2022 | "Зовсім не той"            |
| 2022 | "Хiть"                     |
| 2023 | "L."                       |
| 2023 | "Місто (feat. 77PID’YIZD)" |
| 2024 | "Санація"                  |
| 2025 | "Сяйво Зірниць"            |
| 2025 | "Літо"                     |